# ウェルバイク
ウェルバイク（英語: Welbike）は、第二次世界大戦期にイギリス軍の空挺部隊やコマンド部隊で使用された小型軽量の折り畳み式オートバイで、これまでにイギリス軍が使用したオートバイの中で最も小型のものである。
ウェルバイクは特殊作戦執行部（SOE）向けに武器開発や研究を行っていたステーションIXで開発され、1942年から43年にかけてエクセルシオール・モーター社によって3,641台が生産された。生産された車両は第1空挺師団、第6空挺師団などに配備され、マーケット・ガーデン作戦などで実戦投入された。
ウェルバイクの名称は、ステーションIXの拠点が置かれていたウェリン（Welwyn）に由来する。

## 概要
ウェルバイクはステーションIXの司令官であったジョン・ドルフィン中佐によって考案され、SOE所属のバイク愛好家ハリー・レスターによって設計された。排気量98ccのエンジンを搭載し、ハンドルとサドル部分を折り畳んだ状態で、イギリス軍が物資の空中投下用に標準化していた長さ約1.7m・直径約40cmのCLEキャニスターに収められるように設計された。サイズの制限からウェルバイクには前照灯・サスペンション・前輪ブレーキがなく、後輪のみブレーキを装備していた。燃料タンクは3.7Lの容量があり時速48kmで約140kmの航続距離があったが、キャブレターより低い位置にあったため手動ポンプで加圧する必要があった。CLEキャニスターによって投下されたウェルバイクは取り出してから11秒以内に走り出すことが出来るよう設計された。
ウェルバイクの試作車はスコットランドのアリセグにあった特殊作戦学校での広範な落下試験に耐え、当地のコマンド部隊向けにデモンストレーションが行われた。
試作車はその後、改良と量産試験のためエクセルシオール・モーター社に送られ複数の量産試作車が製作され、1942年9月にシェアバーン・イン・エルメット空軍基地の空挺軍研究施設(AFEE)で評価試験が行われた。この試験で完全武装の兵士が搭乗するとエンジンがパワー不足気味であることが判明したが、エンジン再調整により運用可能と判断された。
ウェルバイクは1942年のうちに量産が開始され、空挺師団のほか、ブリティッシュ・コマンドスやイギリス海兵隊のコマンド部隊などにも配備された。量産されたウェルバイクには3種類のバージョンがあった。最初の1,200台はマーク1と呼ばれ、エンジンのチューニングを実施した初期試作車とほぼ同じ仕様のもので、次の1,200台はマーク2シリーズ1と呼ばれ、リアマッドガード（泥除け）の追加など小改良が施されていた。最後の1,340台はマーク2シリーズ2と呼ばれ、改良されたサドル（鞍）型燃料タンクを持ち、加圧ポンプを取り外す必要のない改良されたフィラーキャップを備えていた。
実戦投入されたウェルバイクにはいくつかの問題があった。降下した空挺兵はなるべく早くウェルバイクのコンテナを見つける必要があったが、重量に差のある兵士とウェルバイクコンテナはしばしば離れた場所に降下することがあった。またエンジン出力が低くタイヤも小さいためオフロード環境では走行性が悪く、徒歩の方が楽と考えた兵士によって放棄されることもあった。また、ウェルバイクが実戦投入される頃になると、より大型の強力なオートバイを空輸可能な大型の輸送グライダーが実戦配備されていたという背景事情もあった。

## 戦後
ウェルバイクの、特に後期に生産されたものの多くは実戦投入されることなく終戦を迎え、余剰化して放出されたウェルバイクの多くはアメリカ合衆国に輸出された。前輪ブレーキが無いことから公道走行はできず、多くは農家が広大な農場の敷地内で使用する目的で購入された。
ウェルバイクを考案したジョン・ドルフィン中佐は軍を離れ、自らのアイデアを発展させた小型バイクを開発するためコーギー・モーターサイクル社を設立し、ウェルバイクの改良モデルをコーギー・スクーターとして売り出した。コーギースクーターは1947年から1954年にかけて北米およびイギリスで販売された。
ウェルバイクやコーギースクーターのような小型折り畳みスクーターのアイデアは、その後ホンダ・モンキーやホンダ・モトコンポに影響を与えた、と考える説もある。

## 画像

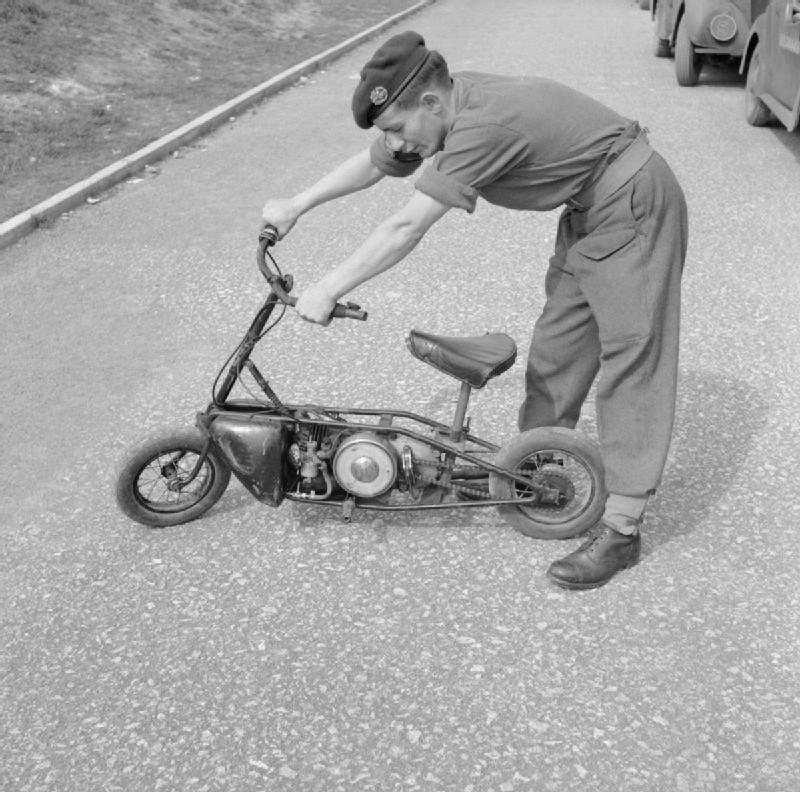
泥除けの無い初期型ウェルバイク
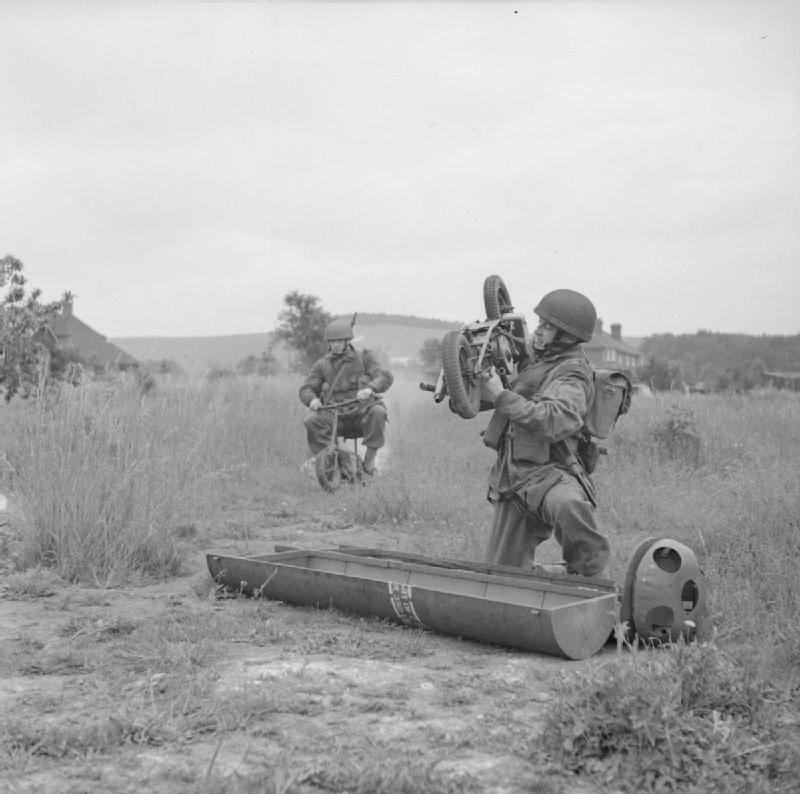
CLEキャニスターからウェルバイクを取り出す空挺兵
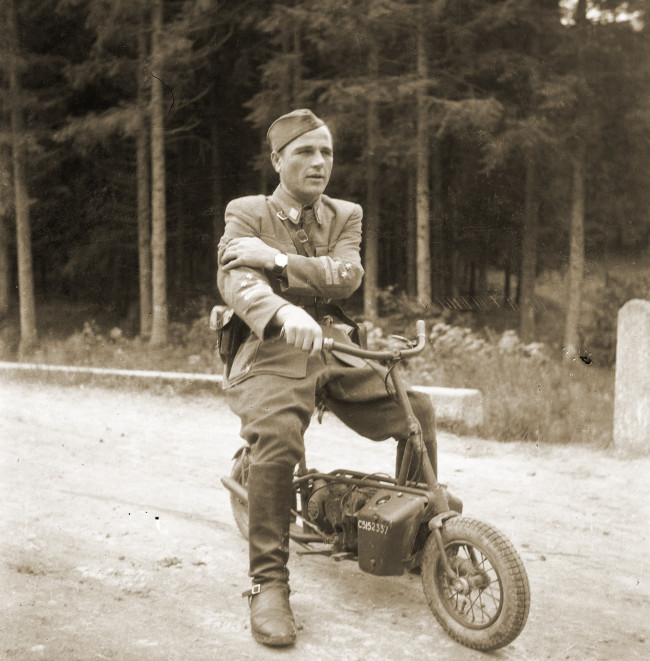
人が乗った状態
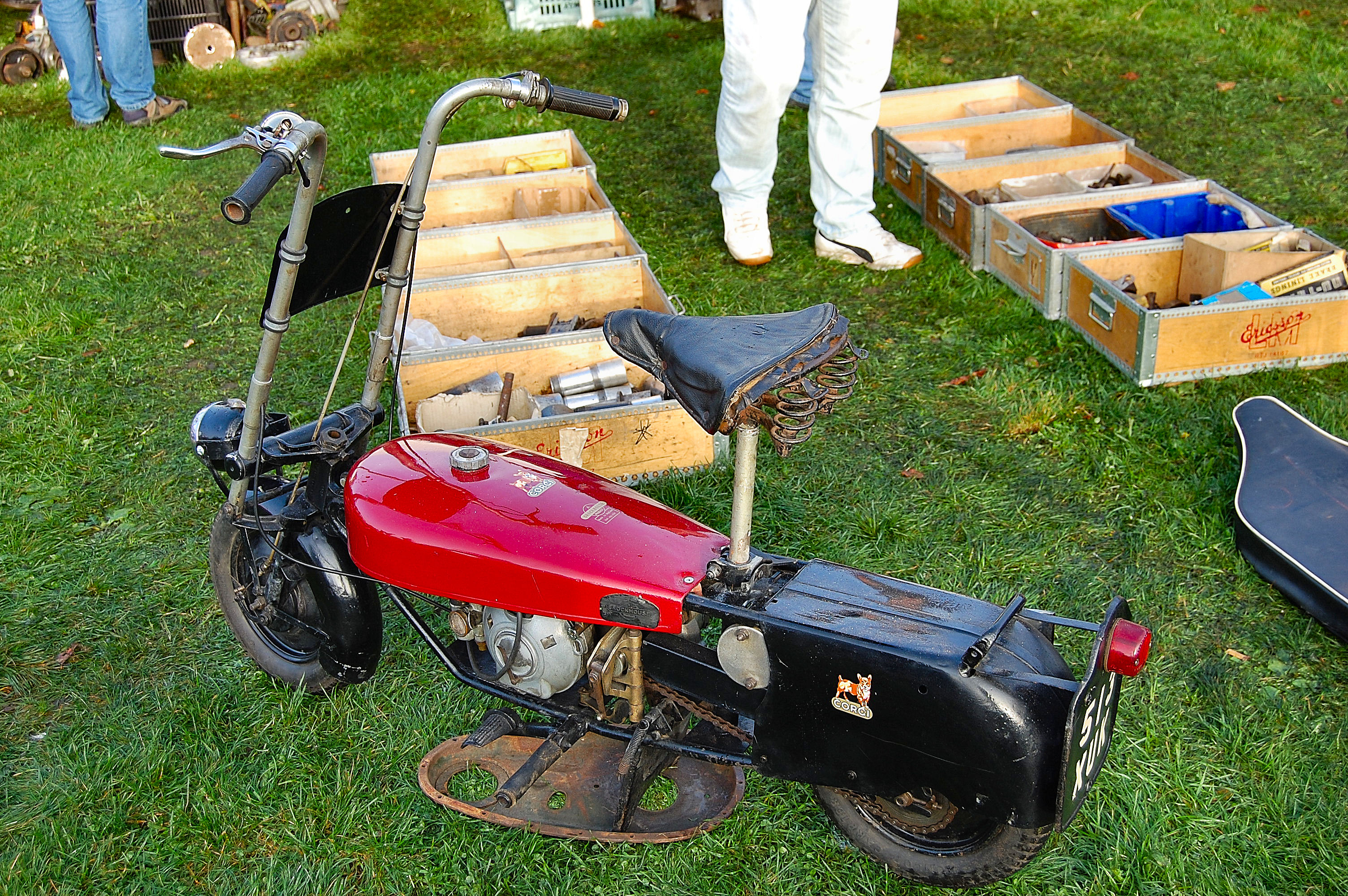
戦後販売されたコーギースクーター